# آقا حسن شریعتمدار
آقاحسن شریعتمدار از سیاستمداران ایرانی بود، که در  دوره سوم بعنوان نماینده بروجرد در مجلس شورای ملی حضور داشت.